# Ornithodes harrimani
Ornithodes harrimani là một loài ruồi trong họ Pediciidae. Chúng phân bố ở vùng sinh thái Nearctic.